# Police Academy (série télévisée)
Pour les articles homonymes, voir Police Academy (homonymie).
Ne doit pas être confondu avec Police Academy (série télévisée d'animation).
Police Academy (Police Academy: The Series) est une série télévisée américaine en 26 épisodes de 52 minutes, créée d'après le film homonyme et diffusée entre le 12 septembre 1997 et le 22 avril 1998 en syndication.
En France, la série a été diffusée à partir du 2 octobre 1999 sur France 2. Rediffusion sur Comédie (chaîne de télévision) et en Belgique, la série a été diffusée sur Club RTL.

## Synopsis
C'est une nouvelle classe de bras cassés qui fait sa rentrée à la Police Academy. Chaque jour, ils doivent faire face au danger, sans oublier de commettre quelques gaffes qui vont les entraîner dans des situations plutôt cocasses...

## Distribution

### Acteurs principaux
- Matt Borlenghi (VF : Denis Laustriat) : Cadet Richard Casey
- Jarrod Crawford (VF : Bernard Tiphaine) : Sergent Rusty Ledbetter
- Toby Proctor (VF : Luq Hamet) : Cadet Dirk Tackleberry
- Jeremiah Birkett (VF : Eric Aubrahn) : Cadet Dean Tackleberry
- Heather Campbell (VF : Marine Jolivet) : Cadet Annie Medford
- Joe Flaherty (VF : Jean-François Kopf) : Commandant Stuart Hefilfinger
- Christine Gonzales (VF : Monika Lawinska) : Cadet Alicia Conchita Montoya Cervantes
- Tony Longo (VF : Jean-Marie Boyer) : Cadet Luke Kackley
- P. J. Ochlan (VF : Jean-François Lescurat) : Cadet Lester Shane
- Michael Winslow (VF : Jérôme Rebbot) : Sergent Larvell Jones

### Acteurs secondaires
- Larke Miller (VF : Murielle Naigeon) : Kendall Jackson
- Andrew Kavadas (VF : Marc François) : Cadet Womack
- Tanya Wright (VF : Magaly Berdy) : Cadet Cassandra Cunningham

### Invités
- Leslie Easterbrook : Capitaine Debbie Callahan (épisode 6)
- George Gaynes : Commandant Eric Lassard (épisode 16)
- Bubba Smith : Sergent instructeur Moses Hightower  (épisode 19)
- David Graf : Capitaine Eugene Tackleberry (épisode 22)

## Épisodes
1. L'Inscription (Beauty Is Only Academy Deep)
2. Deux hommes et un couffin (Two Men and a Baby)
3. Manque de flair (Put Down That Nose)
4. Chasse à l'homme (I Ain't Nothin' But a Hound)
5. Gueule d'amour (No Sweat, Sweet)
6. Quand les morts parlent (Dead Man Talking)
7. Momie chérie (Mummy Dearest)
8. Tragique Méprise (Shopping with the Enemy)
9. Ah ! Les jules (Less is More)
10. Tous à la plage (All At Sea)
11. La Chasse au trésor (If I Were A Rich Cop)
12. La vérité n'est pas toujours bonne à dire (The Truth Ain't What It Used To Be)
13. Le Match (Hoop Nightmares)
14. La Flamme de Luke (Luke...Warm)
15. Un cheval de course (A Horse Of Course)
16. Le commandant n'est plus commandant (Lend Me Your Ears)
17. Jazz et Karaté (Karate Cops)
18. Ils sont parmi nous (Bring Me the Turtle of Commandant Hefilfinger)
19. Capitaine Hightower (Dr. Hightower)
20. Donnez-moi la réponse (Mr. I.Q.)
21. Vous avez une bonne assurance ? (Got Insurance ?)
22. Éthique et Tack (Team Tack)
23. Un ange sur le dos (Angel On My Back)
24. Le Cadet de l'année (Cadet of the Year)
25. La Ballade du vampire (Lend Me Your Neck)
26. Sur les pentes savonneuses (Rich No More)